# 연습선

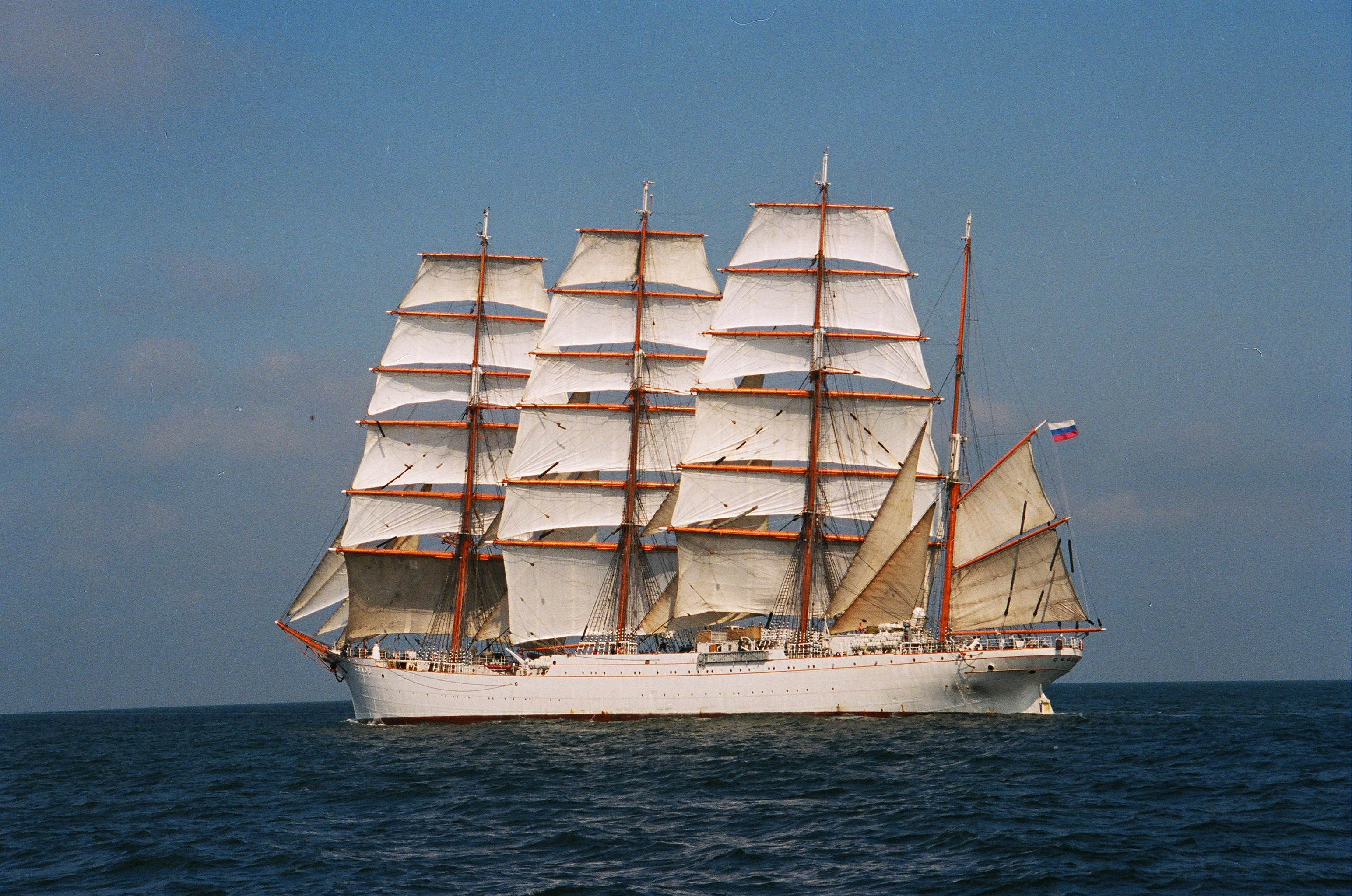

연습선(練習船, 문화어: 련습선)은 공해에서의 항해 기술을 습득하기 위해 개조된 선박이다.
이 용어는 주로 미래 장교를 훈련시키기 위해 해군이 고용하는 선박을 설명하는 데 사용된다. 본질적으로 바다에서 훈련하는 데 사용되는 것과 교실을 수용하는 데 사용되는 오래된 헐크의 두 가지 유형이 있다.
항해 훈련이 제공하는 실습 측면은 학부 해양학 및 생물학 학생을 위한 바다에서의 학기, 고등학생을 위한 해양 과학 및 물리 과학, 위험에 처한 청소년을 위한 인성 형성에 이르기까지 모든 것을 위한 플랫폼으로 사용되었다.